# Sundská deska

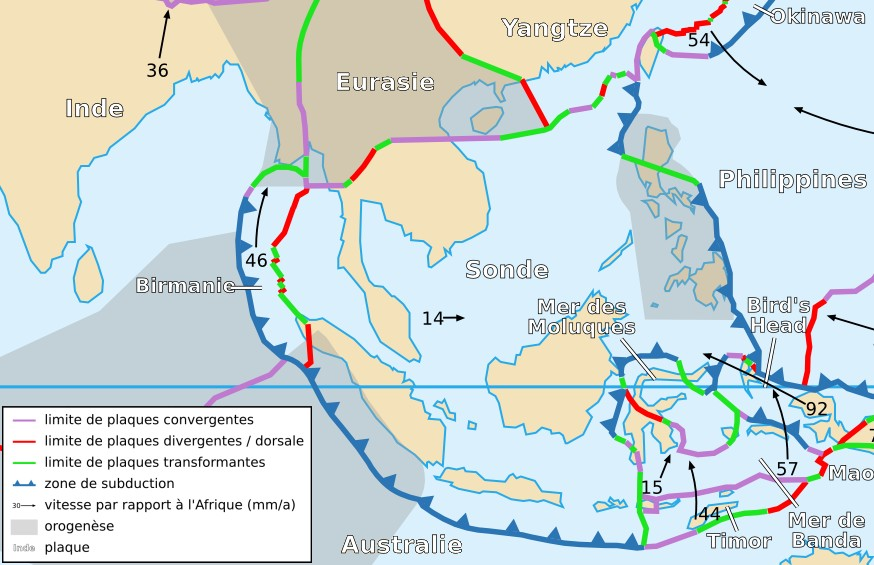
Sundská deska je na této francouzské mapě označena nápisem Sonde

Sundská deska je tektonická deska rozkládající se pod větší částí jihovýchodní Asie. Zahrnuje Jihočínské a Andamanské moře, části Vietnamu a Thajska, Malajsii, Borneo, Sumatru a část Celebesu v Indonésii a ostrov Palawan a souostroví Sulu na jihozápadě Filipín.
Při hrubém pohledu je Sundská deska počítána za část Eurasijské desky, s kterou sousedí na severu. Na severozápadě přitom sousedí s Barmskou deskou a na severovýchodě s deskou Jang-c', přičemž tyto obě jsou také při hrubém pohledu počítány za část Eurasijské desky. Na jihozápadě hraničí Sundská deska Jávským příkopem s Australskou deskou, která se pod Sundskou zasouvá, což má za následek častá zemětřesení v oblasti.